# Shelby Wilson
Shelby Wilson (né le 14 juillet 1937 à Ponca City dans l'Oklahoma) est un lutteur américain spécialiste de la lutte libre. Il concourt aux Jeux olympiques d'été de 1960 et y devient champion olympique.

## Palmarès

### Jeux olympiques
- Jeux olympiques de 1960 à Rome,  Italie
  -  Médaille d'or